# SNTB1
SNTB1 (англ. Syntrophin beta 1) – білок, який кодується однойменним геном, розташованим у людей на короткому плечі 8-ї хромосоми. Довжина поліпептидного ланцюга білка становить 538 амінокислот, а молекулярна маса — 58 061.
| 10         |  | 20         |  | 30         |  | 40         |  | 50         |
| ---------- |  | ---------- |  | ---------- |  | ---------- |  | ---------- |
| MAVAAAAAAA |  | GPAGAGGGRA |  | QRSGLLEVLV |  | RDRWHKVLVN |  | LSEDALVLSS |
| EEGAAAYNGI |  | GTATNGSFCR |  | GAGAGHPGAG |  | GAQPPDSPAG |  | VRTAFTDLPE |
| QVPESISNQK |  | RGVKVLKQEL |  | GGLGISIKGG |  | KENKMPILIS |  | KIFKGLAADQ |
| TQALYVGDAI |  | LSVNGADLRD |  | ATHDEAVQAL |  | KRAGKEVLLE |  | VKYMREATPY |
| VKKGSPVSEI |  | GWETPPPESP |  | RLGGSTSDPP |  | SSQSFSFHRD |  | RKSIPLKMCY |
| VTRSMALADP |  | ENRQLEIHSP |  | DAKHTVILRS |  | KDSATAQAWF |  | SAIHSNVNDL |
| LTRVIAEVRE |  | QLGKTGIAGS |  | REIRHLGWLA |  | EKVPGESKKQ |  | WKPALVVLTE |
| KDLLIYDSMP |  | RRKEAWFSPV |  | HTYPLLATRL |  | VHSGPGKGSP |  | QAGVDLSFAT |
| RTGTRQGIET |  | HLFRAETSRD |  | LSHWTRSIVQ |  | GCHNSAELIA |  | EISTACTYKN |
| QECRLTIHYE |  | NGFSITTEPQ |  | EGAFPKTIIQ |  | SPYEKLKMSS |  | DDGIRMLYLD |
| FGGKDGEIQL |  | DLHSCPKPIV |  | FIIHSFLSAK |  | ITRLGLVA   |  |            |

A: Аланін

C: Цистеїн

D: Аспарагінова кислота

E: Глутамінова кислота

F: Фенілаланін

G: Гліцин

H: Гістидин

I: Ізолейцин

K: Лізин

L: Лейцин

M: Метіонін

N: Аспарагін

P: Пролін

Q: Глутамін

R: Аргінін

S: Серин

T: Треонін

V: Валін

W: Триптофан

Кодований геном білок за функцією належить до фосфопротеїнів. 
Задіяний у таких біологічних процесах, як ацетилювання, альтернативний сплайсинг. 
Білок має сайт для зв'язування з молекулою актину, молекулою кальмодуліну, іоном кальцію. 
Локалізований у клітинній мембрані, цитоплазмі, цитоскелеті, мембрані, клітинних контактах.